# SH-06F
ドコモ タブレット AQUOS PAD SH-06F（ドコモ タブレット アクオスパッド エスエイチゼロロクエフ）は、シャープによって開発された、NTTドコモの第3.9世代移動通信システム（Xi）と第3世代移動通信システム（FOMA）とのデュアルモード端末である。ドコモ タブレットのひとつ。

## 概要
SH-08Eの事実上の後継機種で、ドコモ向けとしてのAQUOS PADでは初となる三辺狭額縁のEDGESTデザインを採用している。これにより画面占有率が81％となり、SH-08Eと同じ7インチのディスプレイを搭載していながら、横幅は約106mm、高さは約175mmに抑えられ、新書並みのコンパクトサイズとなった。また重量は233gで世界最軽量となる。なお、2014年4月からスマートフォンもタブレットも「AQUOS」ブランドに統一したため、本機種からタブレットの「AQUOS PAD」はAQUOSの一シリーズとして扱われることとなった。
端末のデザインは、同じく2014年夏モデルのAQUOS ZETA SH-04Fと同様に、端末側面に角度を付けた「ヘキサグリップシェイプ」を採用し、見た目の美しさと持ちやすさを両立。背面はクリアパネルを採用したフラットなデザインとなっている。
メインカメラは、同じく2014年夏モデルのAQUOS ZETA SH-04Fにも搭載されている「NightCatch II」や「押しっぱなし連写」、「全天球撮影」に対応しているが、「リアルタイムHDR」や「4Kサイズの動画撮影」には対応していない。
フルセグ放送の受信・録画に対応。SH-08Eでは対応していなかったデータ放送にも対応した。
卓上ホルダは付属されているが、充電に対応していない。その代わりに充電にも使うmicroUSB端子はキャップレスの防水仕様となった。防塵には対応していない。また付属のUSB同軸変換ケーブル SH01にアンテナケーブル(別売)とACアダプタ(別売)を接続することで、充電しながら家庭の電波環境で安定したフルセグ視聴や録画が楽しめる。
タブレット端末ながら音声通話がサポートされている。SH-08Eでは本体のスピーカーとマイクを使用したハンズフリー通話、市販のマイク付きイヤホンまたはBluetoothヘッドセットを使用しての通話しかできなかったが、レシーバーを搭載しているため、スマートフォンのように端末を直接耳に当てて通話することができる。
端末上でWord、Excel、PowerPoint文書の閲覧・編集ができる「Kingsoft Office for Android」がプリインストールされている他、おサイフケータイとNFCにも対応している。
キャッチコピーは「想像を軽々超えるタブレット。IGZO搭載全身スクリーンAQOUS」。

## 搭載アプリ
- アルバム
- ミュージック
- テレビ
- 取扱説明書
- SH SHOW（メーカーアプリ）
- おサイフケータイ
- SHツール
- KINGSOFT Office for Android
- コンテンツマネージャー
- SHカメラ
- カメラ（Google）
- Gmail
- メール
- マップ
- ハングアウト
- Playストア
- ダウンロード
- YouTube
- Google
- ブラウザ
- カレンダー
- アラーム・時計
- 電卓
- 設定
- Google+
- 写真（Google Plus Photos）
- Google設定
- Playムービー
- メッセージ
- Chrome
- Playブックス
- Playゲーム
- ドライブ
- 音声検索
- 「書」ノート

## 主な機能
| 主な対応サービス                                | 主な対応サービス                         | 主な対応サービス                     | 主な対応サービス                                       |
| ----------------------------------------------- | ---------------------------------------- | ------------------------------------ | ------------------------------------------------------ |
| タッチパネル/加速度センサー                     | Xi/FOMAハイスピード/VoLTE                | Bluetooth                            | DCMX/おサイフケータイ/NFC/かざしてリンク/赤外線/トルカ |
| ワンセグ/フルセグ/モバキャス                    | メロディコール                           | テザリング                           | WiFi IEEE802.11a/b/g/n/ac                              |
| GPS                                             | ドコモメール/電話帳バックアップ          | デコメール/デコメ絵文字/デコメアニメ | iチャネル                                              |
| エリアメール/ソフトウェアーアップデート自動更新 | デジタルオーディオプレーヤー(WMA)(MP3他) | GSM/3Gローミング(WORLD WING)         | フルブラウザ/Flash Player                              |
| Google Play/dメニュー/dマーケット               | Gmail/Google Talk/YouTube/Picasa         | バーコードリーダ/名刺リーダ          | ドコモ地図ナビ/Google Maps/ストリートビュー            |

## 歴史
- 2014年5月14日 - NTTドコモより発表。事前予約開始。
- 2014年6月20日 - 発売開始[8]
- 2014年7月24日 - ソフトウェア更新によりVoLTEに対応[9]。

## 不具合・アップデート
2014年7月24日のアップデート（機能バージョンアップ）
- 機能バージョンアップ
  - 「VoLTE（ボルテ）」に対応。本端末を利用して、VoLTEを利用可能となる。
- 不具合修正
  - マナーモード解除後、着信バイブレーション設定ONがOFFになる場合がある不具合を修正する。
- ビルド番号が01.00.02から01.01.01になる。

2014年9月24日のアップデート
- ビデオコール時、自端末に表示される相手画像が正常に表示されない場合がある不具合を修正する。
- ビルド番号が01.00.01、01.00.02、01.01.01から01.01.02になる。

2014年12月1日のアップデート
- 通話中、相手の声に雑音が混入する場合がある不具合を修正する。
- ビルド番号

01.00.01、01.00.02、01.01.02、01.01.03を経て、最終版は01.01.06。